# Грин, Вирджил
Вирджил Лео Грин (англ. Virgil Leo Green; 3 августа 1988, Туларе, Калифорния) — профессиональный американский футболист и спортивный функционер. Играл на позиции тайт-энда. Победитель Супербоула 50 в составе «Денвер Бронкос». Также выступал за клуб «Лос-Анджелес Чарджерс». На студенческом уровне играл за команду Невадского университета в Рино. На драфте НФЛ 2011 года был выбран в седьмом раунде.
С 2022 года занимает пост директора по игровому персоналу в футбольной программе Невадского университета.

## Биография

### Любительская карьера
Вирджил Грин родился 3 августа 1988 года в Калифорнии. Он окончил школу Туларе Юнион, играл за команды по футболу и баскетболу, занимался лёгкой атлетикой. За время карьеры совершил 61 приём мяча на 1014 ярдов, сделал 12 тачдаунов. Обучение он продолжил в университете Невады. За свою студенческую карьеру провёл 50 матчей. По итогам сезона 2010 года, последнего в колледже, Грин был включён в сборную звёзд Западной спортивной конференции.

#### Статистика выступлений в NCAA
| Сезон | Команда         | Игры | Приём | Приём | Приём | Приём | Вынос | Вынос | Вынос | Вынос |
| Сезон | Команда         | Игры | Rec   | Yds   | Y/A   | TD    | Att   | Yds   | Y/A   | TD    |
| ----- | --------------- | ---- | ----- | ----- | ----- | ----- | ----- | ----- | ----- | ----- |
| 2008  | Невада Вулф Пэк | 13   | 14    | 164   | 11,7  | 1     | 2     | 18    | 9,0   | 0     |
| 2009  | Невада Вулф Пэк | 13   | 23    | 260   | 11,3  | 5     | 1     | 16    | 16,0  | 0     |
| 2010  | Невада Вулф Пэк | 14   | 35    | 515   | 14,7  | 5     | 4     | 19    | 4,8   | 0     |
| Всего | Всего           | 40   | 72    | 939   | 13,0  | 11    | 7     | 53    | 7,6   | 0     |

### Профессиональная карьера
В 2011 году Грин вышел на драфт НФЛ. Во время просмотра эксперты лиги отмечали его небольшие габариты и хорошие навыки игры на приёме. Самой сильной стороной игрока называлась высокая для тайт-энда скорость. Кроме того, плюсом указывали профессионализм игрока. К минусам относили слабую игру на блоках и низкую эффективность действий при сильном давлении со стороны защиты на линии розыгрыша. 
В седьмом раунде драфта 2011 года Грина выбрал клуб «Денвер Бронкос». Руководство команды высоко оценило его эффективность в колледже, где он в среднем набирал почти 15 ярдов за приём, играя вместе с квотербеком Колином Каперником. Генеральный менеджер «Бронкос» Джон Элвей особо выделил атлетизм игрока, заявив, что он станет хорошим дополнением к спецкомандам. 
В дебютном для себя сезоне Грин принял участие в пятнадцати играх команды, но сделал всего три приёма на 24 ярда. Весной 2012 года он получил четырёхматчевую дисквалификацию за нарушение политики лиги в отношении запрещённых препаратов. После возвращения он также был мало задействован в пасовом нападении — мяч адресовался ему лишь в шести розыгрышах. Игровое время Грина выросло только в сезоне 2013 года, когда травму получил другой тайт-энд команды Джулиус Томас. При этом его эффективность оставалась невысока. Несмотря на это, после смены тренерского штаба в 2015 году, он подписал с командой новый трёхлетний контракт на 8,4 млн долларов.
В 2015 году Грин сделал рекордные для себя 12 приёмов на 173 ярда и регулярно выходил на поле в состав специальных команд. «Бронкос» вышли в Супербоул, где обыграли «Каролину» со счётом 24:10. В сезоне 2016 года он сыграл в двенадцати матчах команды. В 2017 году Грин впервые в карьере сыграл в стартовом составе во всех шестнадцати матчах регулярного чемпионата. После завершения сезона его контракт с клубом завершился, в марте 2018 года он заключил трёхлетнее соглашение с «Чарджерс».
В составе «Чарджерс» Грин провёл три сезона, сыграв 37 матчей регулярного чемпионата, набрав 338 ярдов с тремя тачдаунами. В 2020 году он завершил спортивную карьеру. В марте 2022 года его назначили директором по игровому персоналу футбольной программы Невадского университета.

#### Статистика выступлений в НФЛ

##### Регулярный чемпионат
| Сезон | Команда               | Игры | Приём | Приём | Приём | Приём | Вынос | Вынос | Вынос | Вынос |
| Сезон | Команда               | Игры | Rec   | Yds   | Y/A   | TD    | Att   | Yds   | Y/A   | TD    |
| ----- | --------------------- | ---- | ----- | ----- | ----- | ----- | ----- | ----- | ----- | ----- |
| 2011  | Денвер Бронкос        | 15   | 3     | 24    | 8,0   | 0     | 0     | 0     | 0,0   | 0     |
| 2012  | Денвер Бронкос        | 12   | 5     | 63    | 12,6  | 0     | 0     | 0     | 0,0   | 0     |
| 2013  | Денвер Бронкос        | 16   | 9     | 45    | 5,0   | 0     | 0     | 0     | 0,0   | 0     |
| 2014  | Денвер Бронкос        | 13   | 6     | 74    | 12,3  | 1     | 2     | 3     | 1,5   | 0     |
| 2015  | Денвер Бронкос        | 16   | 12    | 173   | 14,4  | 1     | 0     | 0     | 0,0   | 0     |
| 2016  | Денвер Бронкос        | 12   | 22    | 237   | 10,8  | 1     | 0     | 0     | 0,0   | 0     |
| 2017  | Денвер Бронкос        | 16   | 14    | 191   | 13,6  | 1     | 0     | 0     | 0,0   | 0     |
| 2018  | Лос-Анджелес Чарджерс | 16   | 19    | 210   | 11,1  | 1     | 0     | 0     | 0,0   | 0     |
| 2019  | Лос-Анджелес Чарджерс | 15   | 9     | 78    | 8,7   | 1     | 0     | 0     | 0,0   | 0     |
| 2020  | Лос-Анджелес Чарджерс | 6    | 3     | 50    | 16,7  | 1     | 0     | 0     | 0,0   | 0     |
| Всего | Всего                 | 137  | 102   | 1145  | 11,2  | 7     | 2     | 3     | 1,5   | 0     |

##### Плей-офф
| Сезон | Команда               | Игры | Приём | Приём | Приём | Приём | Вынос | Вынос | Вынос | Вынос |
| Сезон | Команда               | Игры | Rec   | Yds   | Y/A   | TD    | Att   | Yds   | Y/A   | TD    |
| ----- | --------------------- | ---- | ----- | ----- | ----- | ----- | ----- | ----- | ----- | ----- |
| 2012  | Денвер Бронкос        | 1    | 0     | 0     | 0,0   | 0     | 0     | 0     | 0,0   | 0     |
| 2013  | Денвер Бронкос        | 3    | 1     | 3     | 3,0   | 0     | 1     | 6     | 6,0   | 0     |
| 2014  | Денвер Бронкос        | 1    | 1     | 4     | 4,0   | 0     | 0     | 0     | 0,0   | 0     |
| 2015  | Денвер Бронкос        | 3    | 2     | 14    | 7,0   | 0     | 0     | 0     | 0,0   | 0     |
| 2018  | Лос-Анджелес Чарджерс | 2    | 2     | 9     | 4,5   | 1     | 0     | 0     | 0,0   | 0     |
| Всего | Всего                 | 10   | 6     | 30    | 5,0   | 1     | 1     | 6     | 6,0   | 0     |